# Wyrozęby-Podawce
Wyrozęby-Podawce – wieś w Polsce położona w województwie mazowieckim, w powiecie sokołowskim, w gminie Repki. Ma status sołectwa.
| SIMC    | Nazwa   | Rodzaj     |
| ------- | ------- | ---------- |
| 0685469 | Bykowe  | przysiółek |
| 0685446 | Wereski | część wsi  |

Do 1954 istniała gmina Wyrozęby. W latach 1975–1998 miejscowość administracyjnie należała do województwa siedleckiego.
Wieś jest siedzibą rzymskokatolickiej parafii Trójcy Przenajświętszej.